# Preemptive Strike
Preemptive Strike é uma compilação de DJ Shadow. Uma retrospectiva de seus singles lançados pela gravadora inglesa Mo'Wax entre 1991-1998.

## Faixas
1. "Strike 1" – 0:26
2. "In/Flux" – 12:12
3. "Hindsight" – 6:52
4. "Strike 2" – 0:15
5. "What Does Your Soul Look Like (Part 2)" – 13:51
6. "What Does Your Soul Look Like (Part 3)" – 5:12
7. "What Does Your Soul Look Like (Part 4)" – 7:12
8. "What Does Your Soul Look Like (Part 1)" – 6:21
9. "Strike 3 (And I'm Out)" – 0:26
10. "High Noon" – 3:57
11. "Organ Donor (Extended Overhaul)" – 4:26

## Curiosidades
Quando Preemptive Strike foi lançado pela primeira vez, era incluído um segundo disco com a faixa bônus (um megamix mixado pelo DJ Qbert) intitulada " Camel Bobsled Race (DJ Shadow Megamix)".
Preemptive Strike foi também lançado no Japão através da gravadora Toy's Factory (número de catálogo: TFCK-87954). Incluía duas faixas bônus não incluídas na versão americana "The Number Song (Cut Chemist Remix)" e um remix de "Painkiller (Kill The Pain Mix)" do grupo Depeche Mode. A capa do disco também era diferente.
Na versão em vinil, "Strike 1", "Strike 2" e "Strike 3" foram removidas, deixando o álbum com as seguintes faixas:
1. "In/Flux"
2. "Hindsight"
3. "High Noon"
4. "Organ Donor (Extended Overhaul)"
5. "What Does Your Soul Look Like" (Part 2)"
6. "What Does Your Soul Look Like" (Part 3)"
7. "What Does Your Soul Look Like" (Part 4)"
8. "What Does Your Soul Look Like" (Part 1)"

## Samples
A seguir uma lista com alguns dos samples usados :
In/Flux
- "Listen" e "Part-e,s" por The Watts Prophets
- "Energy" e "Bad Tune" por Earth, Wind & Fire
- "Footprints" por A Tribe Called Quest
- "Number One" v Jimmy Smith
- "Carry On Brother" e "Turbulence" por Eddie Harris
- "Never Can Say Goodbye" por David T. Walker
- "Howling For Judy" por Jeremy Steig
- "Twinkles" por Chase
- "Good Old Music" por Funkadelic
- "Discovery" por Alan Ross
- "Swing Low Sweet Cadillac" por Dizzy Gillespie
- "Music Man" por Abel
- "New York City: The Bitter End" by Franklin Ajaye
- "Chippin" por Melvin Van Peebles
- "The Loud Minority" por Frank Foster
- "De System" por Mutabaruka
- "Social Narcotics" por Bama The Village Poet
- "Souled Out" por James Wesley Jackson

Hindsight
- "The Landlord" por Al Kooper
- "We Live in Brooklyn Baby" e "He's a Superstar" por Roy Ayers
- "Mahdi (The Expected One)" por Tower of Power
- "Barnes Shoots Elias" da trilha sonora de "Platoon" por Vancouver Symphony Orchestra
- "Hot Rock Soundtrack" por Quincy Jones
- Diálogos do filme Star Wars

What Does Your Soul Look Like (Part 2)
- "Edge of Time" por The Growing Concern
- "War of the Gods" por Billy Paul
- "Girl on the Moon" por Foreigner
- "Shelly's Blues" por Drum Session
- "Webb of Jim Collage (MacArthur Park/Yard Went On Forever)" por Mystic Moods
- "The Yard Went on Forever" por Richard Harris
- Diálogos do filme Brainstorm
- Diálogos do filme Johnny Got His Gun
- Diálogos e efeitos especiais do filme de George Lucas THX 1138

What Does Your Soul Look Like (Part 3)
- "Twin City Prayer" por Hollins and Starr
- "It's a New Day" por Skull Snaps
- Diálogos do filme Altered States (Viagens Alucinantes) por William Hurt

What Does Your Soul Look Like (Part 4)
- "The Vision and the Voice Part 1 - The Vision" by Flying Island
- Diálogos do filme Dead Calm (Terror A Bordo) por Billy Zane

What Does Your Soul Look Like (Part 1)
- "The Voice Of The Saxophone" por Heath Brothers
- "All Our Love" por Shawn Phillips
- "Edge Of Time" por The Growing Concern
- Diálogos do filme Altered States (Viagens Alucinantes) por William Hurt

High Noon
- "The Answer Is No" por Giant Crab
- "Flashing" e "Day Tripper" por Jimi Hendrix
- "Airborne" por Michael Garrison

Organ Donor (Extended Overhaul)
- "Tears" por Giorgio
- "Judy Goes on Holiday" por Supersister
- "Change le Beat" por B-Side e Fab Five Freddy